# Tamás Adamik
Tamás Adamik (n. 6 august 1937, Kecskemét, Ungaria) este un scriitor, filolog, istoric literar maghiar.